# Larry R. Ellis

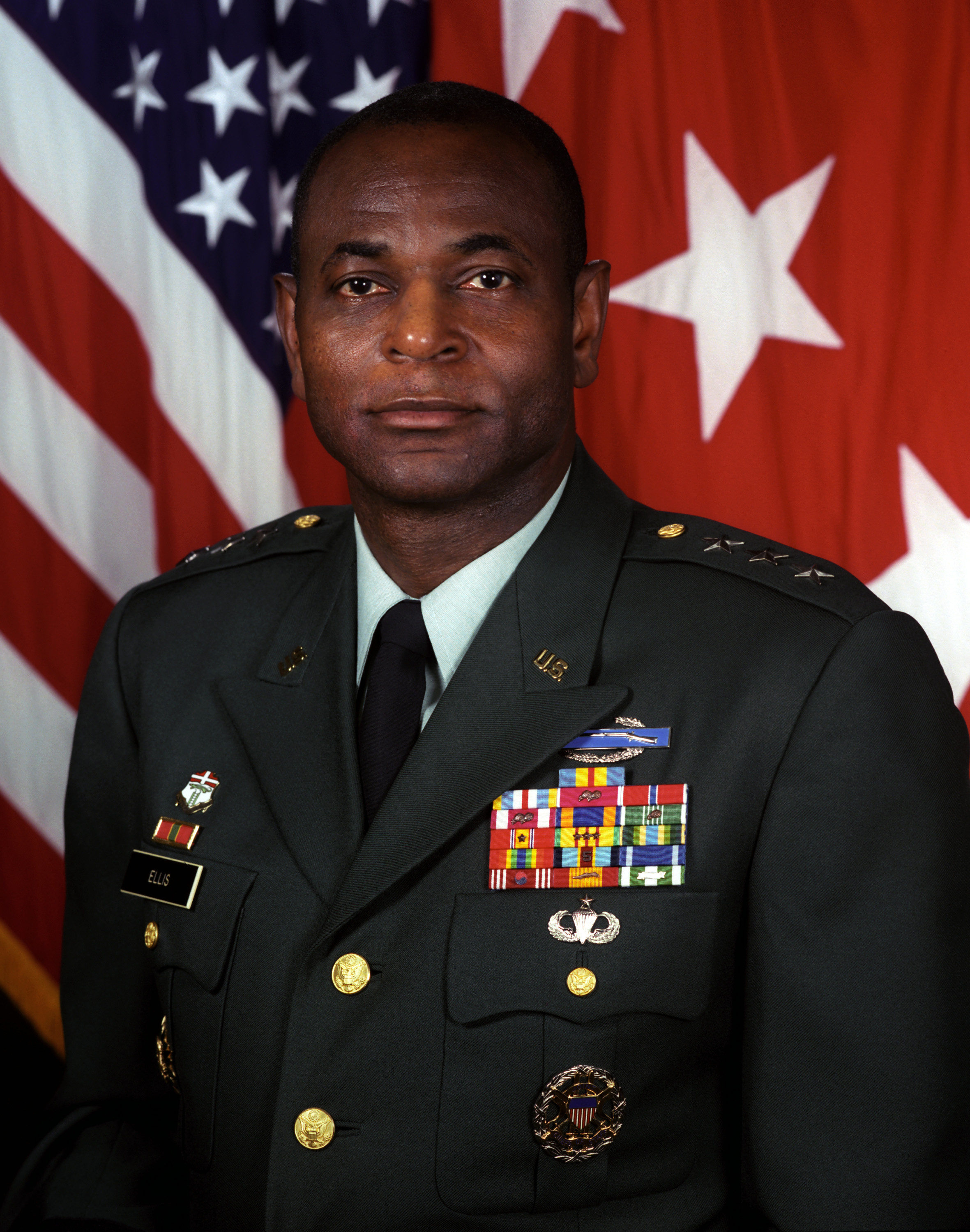
Larry R. Ellis

Larry Rudell Ellis (* 30. Juni 1946 in Cambridge,  Dorchester County, Maryland) ist ein pensionierter General der United States Army. Er war unter anderem Kommandeur der 1. Panzerdivision.
Über das ROTC-Programm der Morgan State University in Baltimore gelangte Larry Ellis im Jahr 1969 in das Offizierskorps des US-Heeres. Dort wurde er als Leutnant der Infanterie zugeteilt. In der Armee durchlief er anschließend alle Offiziersränge vom Leutnant bis zum Vier-Sterne-General.
Im Lauf seiner militärischen Karriere absolvierte Ellis verschiedene Kurse und Schulungen. Dazu gehörten unter anderem der Infantry Officer Basic Course, der Infantry Officer Advanced Course, das Armed Forces Staff College und das United States Army War College. Außerdem erhielt er einen akademischen Grad von der Indiana University School of Public Health-Bloomington.
In seinen jüngeren Jahren absolvierte er den für Offiziere in den niederen Rangstufen üblichen Dienst in verschiedenen Einheiten und Standorten. Dazu gehörten auch Aufgaben als Stabsoffizier in verschiedenen Hauptquartieren. In der Folge kommandierte er militärische Einheiten auf allen Ebenen bis zum Kommandeur eines Major Commands der United States Army. In Fort Bragg in North Carolina kommandierte er eine Kompanie der 82. Luftlandedivision. Er nahm am Vietnamkrieg teil, wo er eine Kompanie der 101. Luftlandedivision kommandierte. Für einige Zeit gehörte Ellis der Fakultät der United States Military Academy in West Point an. In Heidelberg war er Stabsoffizier bei USAREUR. Daran schlossen sich Verwendungen als Stabsoffier im Heeresministerium, beim U.S. Pacific Command in Hawaii und beim kombinierten United Nations Command/Combined Forces Command/U.S. Forces Korea und der 8. Armee in Südkorea an. Zwischenzeitlich war er auch Stabsoffizier bei der 2. Infanteriedivision die ebenfalls in Südkorea stationiert war.
Als höherer Offizier kommandierte Ellis eine Brigade der in Deutschland stationierten 3. Infanteriedivision, die Multi-National Division (North), die im Rahmen von SFOR in Bosnien und Herzegowina stationiert war. Zwischen Mai 1997 und Juli 1999 kommandierte Ellis die 1. Panzerdivision, die im April 1999 von Ansbach nach Albanien verlegt wurde. Nach seiner Zeit als Divisionskommandeur wurde Ellis Leiter der Stabsabteilung G1 (Personal) im Heeresministerium. Zwischen dem 19. November 2001 und dem 6. Mai 2004 hatte er den Oberbefehl über den United States Army Forces Command in Fort McPherson in Georgia. In dieser Funktion war er nach Colin Powell der zweite Kommandeur mit afro-amerikanischer Herkunft. Anschließend schied er aus dem aktiven Militärdienst aus.
Nach seiner Pensionierung arbeitete Larry Ellis unter anderem in der Waffen- und Technologiebranche. Er gründete und leitete die Ellis Services & Solutions Enterprises. Später wurde er Präsident der Firma DHB Industries und Vorstandsmitglied der Firma CSRA Inc. Außerdem gehört er der Firma Associate of Burdeshaw Associates, Ltd an, die als Berater für Verteidigungsangelegenheiten (Defense consulting firm) tätig ist. Er ist mit Jean Williams verheiratet, mit der er zwei inzwischen erwachsene Töchter hat. Eine von ihnen hat eine Offiziersstelle im US-Heer inne.

## Orden und Auszeichnungen
Larry Ellis erhielt im Lauf seiner militärischen Laufbahn unter anderem folgende Auszeichnungen:
- Defense Distinguished Service Medal
- Army Distinguished Service Medal
- Defense Superior Service Medal
- Legion of Merit
- Bronze Star Medal
- Meritorious Service Medal
- Air Medal
- Army Commendation Medal
- National Defense Service Medal
- Armed Forces Expeditionary Medal
- Vietnam Service Medal
- Armed Forces Service Medal
- Gallantry Cross (Südvietnam)